# ポデンコ・アンダルース・マネート

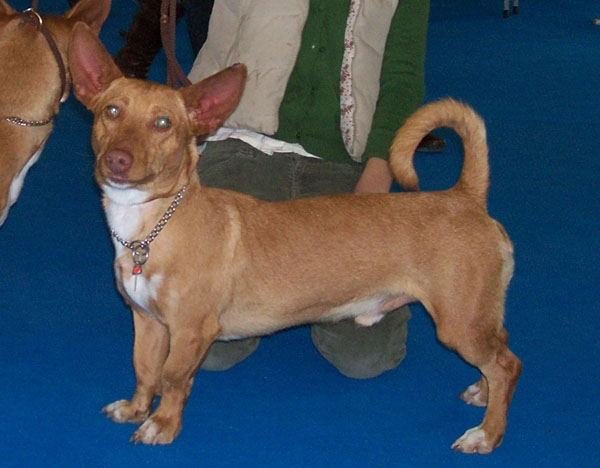
マネート

ポデンコ・アンダルース・マネート（英：Podenco Andaluz Maneto）とは、スペインのアンダルシア州原産の犬種である。

## 歴史
本種と同地原産の犬種であるポデンコ・アンダルースが突然変異を起こし、短足で生まれた個体をもとに作出された。ポデンコ・アンダルースが入り込めないような狭い場所でも狩猟が出来るように改良が加えられ、サイトハウンドとセントハウンドの使役を両方併せ持ってこなす事が出来る変わった猟犬である。まず嗅覚で獲物を追跡し（セントハント）、それに近づいたら視覚猟（サイトハント）に切り替えて獲物を走って追いかけ、追い詰めるか相手の体力を消耗させて仕留めていた。畑を荒らす野ウサギのような小型重を捕らえるのが通常の仕事であるが、時には大きめのパックでイノシシなどを倒すのにも使われていた。又、猟犬として使われるだけでなく地元の人によって小規模なドッグレースに使われ、自分の犬の俊足さや優秀さを競い合う事もあった。
かつては生粋の作業犬として使われていたが、近年になってからスペインのケネルクラブに暫定公認されたことにより原産地で知名度が上昇してペットとしても飼われるようになった。しかし、FCIにはまだ公認されておらず、スペイン国外ではほとんど知られておらず珍しい犬種である。

## 特徴
容姿はスムースコートのポデンコ・アンダルースに似るが、脚はかなり短い。もとがサイトハウンドの犬種であるためマズル・首・胴・尾は長く、短足の割りに足が速い。ろうそく耳（ろうそくの炎のような耳形）、サーベル形の垂れ尾又は背中に向かった巻き気味の垂れ尾でコートはスムースコート、毛色はマホガニーなどの単色である。中型犬サイズで性格は従順で愛情深いが、プライドと警戒心が強い一面もある。しつけの飲み込みは早く、仔犬の頃から多くの人や犬と接す
る機会を作れば友好的な面を引き出す事も出来る。運動量は多く、もとの使役柄によりウサギやネズミを見ると襲う可能性が高いため近づけないようにするべきである。

## 参考
- スペイン語版記事（15:47 26 ene 2009 編集版）写真あり
- Podenco Andaluz.Afijo 6281.Los Verdiales[リンク切れ] (2006年変更版)